# Бланко, Франсиско Мануэль
Франси́ско Мануэ́ль Бла́нко (исп. Francisco Manuel Blanco; 1778, исп. Navianos — 1845, Манила) — испанский монах и ботаник. Автор первого всестороннего труда о природе Филиппин — «Флора Филиппин согласно системе Линнея» (исп. Flora de Filipinas según el sistema de Linneo). Им было описано 39 новых родов растений и большое количество видов.
Первые два издания 1837 и 1845 годов не были иллюстрированы. После смерти автора, в 1877—1883 годах Селестино Виллар (исп. Celestino Fernández Villar, 1838—1907) выпускает иллюстрированное издание этой работы.
Английский ботаник Джон Линдли в 1839 году назвал именем Бланко род растений Бланкоа (Blancoa) семейства Гемодоровые (Haemodoraceae).

## Научные работы
- Flora de Filipinas. Según el sistema sexual de Linneo, Manila: 1837. p. 887 (исп.)
- Flora de Filipinas. Según el sistema sexual de Linneo, (изд. 2), Manila: 1845 Архивная копия от 10 ноября 2016 на Wayback Machine (исп.)
- Flora de Filipinas, según el sistema sexual de Linneo. Adicionada con el manuscrito inédito del. fr. Ignacio Mercado, las obras del fr. Antonio Llanos, y de un apéndice con todas las nuevas investigaciones botanicas referentes al archipiélago Filifino [sic]. (изд. 3), Manila: 1877—1883 (исп.)

| |  |
| Caesalpinia sappan, Albizia saman. Ботанические иллюстрации из книги Flora de Filipinas, 1880—1883 |  |